# Particip
Particip (latin participium, från particeps, 'deltagande') betecknar ord som bildats av verb men som böjs och används som adjektiv. Det kan därmed sägas "deltaga" i två ordklasser, och har därav fått sitt namn. Viss oenighet förekommer om participens ordklasstillhörighet. Nationalencyklopedin menar att participen numera vanligen (men oegentligt) förs till verben, medan Svenska Akademiens språklära (Hultman 2003, s. 79, s. 155) anger att de hör till adjektiven och Svenska Akademiens grammatik placerar dem i en egen ordklass. Som argument för att de bildar en egen ordklass kan anföras att participen i olika sammanhang kan ha verbliknande eller adjektivliknande funktion. Participet köttätande kan exempelvis avse en handling (verbliknande funktion) men också en egenskap (adjektivliknande funktion).
I många indoeuropeiska språk, som svenska, tyska, engelska och franska förekommer två particip, presens particip och perfekt particip. Även rikligare uppsättningar av particip förekommer: finskans verb har sex participformer och latin har tre med futurum particip förutom de två svenskan har.

## Svenska
De particip som finns i svenskan är presens particip (till exempel repande av verbet repa) och perfekt particip (till exempel repad). Perfekt particip kongruensböjs på samma sätt som adjektiv med det huvudord den bestämmer i genus och numerus: En repad bil, Bilen är repad,, Ett repat fönster, Fönstret är repat, Några repade skivor, Skivorna är repade medan presens particip inte kongruensböjs: den grävande journalisten, de grävande journalisterna. Presens particip är aktiv i förhållande till verbet det är avlett från, det vill säga huvudordets referent har utfört det som verbet syftar på (det är journalisten ovan som gräver) medan perfekt particip är passivt, det vill säga att huvudordets referent har råkat ut för det som verbet syftar på (fönstret har blivit repat av någon och det är inte fönstret som repar).
Neutrumformen av perfekt particip används vanligen som supinumform för verbet det avletts från, det vill säga för att konstruera perfekt och pluskvamperfekt till verbet: Jag har repat hela helgen, Vi hade repat hela helgen. 
Presens particip förlängs ofta talspråkligt med -s, särskilt när participet står som huvudord i fritt predikativ: Jag gick visslandes ner för kullen vilket inte används i mer formellt skriftspråk. Presensparticipformen av vissa deponensverb slutar dock alltid på -s, exempelvis låtsandes och minnandes.

## Esperanto
Esperanto har sex participformer utgående från tre tempus (presens, preteritum och futurum) samt aktiv eller passiv. 
Aktiv particip böjs med: 
- -int- i preteritum
- -ant- i presens, och
- -ont- i futurum.

Passiv particip böjs med: 
- -it- i preteritum
- -at- i presens, och
- -ot- i futurum.

I vanlig ordning kan man därefter göra ordet till substantiv, adjektiv eller verb genom att sätta -o, -a respektive -i som ändelse. 
Ett exempel är ordet esperanto som kommer av att språkets upphovsman Ludwig Zamenhof i första boken om språket kallade sig ”Doktoro Esperanto”, där ”Esperanto” betyder ”den som hoppas” eller ”den hoppandes” (ett substantiv som är aktiv presens particip av esperi som betyder ”att hoppas”). 
I princip är alla kombinationer möjliga, men många saknar praktisk användning eller är svåra att översätta till svenska. 

### Exempel
- esperanto – en som hoppas, av espero (hopp)
- estonta – kommande, av esti (vara)
- forkurinta – bortsprungen, av for- (iväg), kuri- (springa), -int- (aktiv preteritum particip), -a (adjektiv)
- kuratas – körs (verb), av kuri- (köra), -at- (passiv presens particip), -as (verb i presens)
- forĵetita – bortkastad, av for- (iväg), ĵeti- (kasta), -it- (passiv preteritum particip), -a (adjektiv)